# 嶼南道
嶼南道位於香港大嶼山南部，是大嶼山第一條主要道路，舊稱「大嶼山公路」。
當年修建此路的原因，主要是興建石壁水塘，方便從陸路運送建築工人和物料。嶼南道由梅窩（銀礦灣）開始，經過貝澳、長沙、塘福、水口，到石壁水塘大壩的東端為止。平均車速限制每小時50公里，但在某些路段車速限制只有每小時30公里（如貝澳及塘福村內一小段）。全路段不設交通燈號管制。
嶼南道於長沙石灣與貫通大嶼山南北的東涌道交匯，於石壁水塘大壩連接石壁水塘路及羗山道，形成大嶼山南部主要來往東西兩邊的道路。

## 簡介
嶼南道是在1950年代興建石壁水塘時所修建，是一條來往東涌、大澳和梅窩的主要道路。1954年9月，香港總督委任新界農村發展委員會擬研究開僻一條大嶼山公路，耗資70萬港元。大嶼山公路首段由梅窩至長沙段於1957年8月3日通車，並由工務司英格理主持開幕儀式。其後各路段不斷延長。1960年4月22日，九巴亦在嶼南道開辦巴士路線，來往梅窩至長沙，至1963年竣工。
由於是1960年代設計，起初所有路段皆是單線雙程行車。1976年5月，港府計劃斥資3500萬港元擴建嶼南道至雙線雙程不分隔車路，工程分多期陸續建成。部份彎角及村落路段亦已進行改善路面工程，路面安全系數已得以提升。
嶼南道部份路段受地勢所限，斜度仍達1:8（梅窩碼頭至圓桌村）至1:10（南山至貝澳、貝澳至石灣）不等。
由於大嶼山南部路面狀況不適宜容納太多車輛，以及平衡大嶼山生態環境，因此嶼南道全段屬封閉道路。與東涌道及其他嶼南道路一樣，沒有許可證的外來車輛一律禁止駛入並可被檢控，一般市民必須使用公共交通（即新大嶼山巴士或大嶼山的士）前往該區。
嶼南道原本與東涌道在長沙聚落以西近下長沙泳灘交匯，2009年2月6日東涌道改善工程完成後改為在長沙聚落以東䃟石灣香港基督教女青年會梁紹榮度假村旁交匯。
由於嶼南道附近不時有牛隻經過，過去也曾發生多次車輛撞到牛隻意外，因此運輸署在沿路設立香港少有的「前面有牛隻」交通標誌，警告駕駛人士。
2021年6月香港暴雨期間，嶼南道近大嶼山南分區總部發生山泥傾瀉，一度全線封閉。

## 途經地點
- 梅窩
- 貝澳
- 長沙
- 塘福
- 水口

## 交匯道路
（西至東）
- 羌山道
- 石壁水塘路
- 麻埔坪道
- 長富街
- 麗濱徑
- 東涌道
- 芝麻灣道
- 富崗山路
- 銀鑛灣路
- 梅窩碼頭路

## 圖片

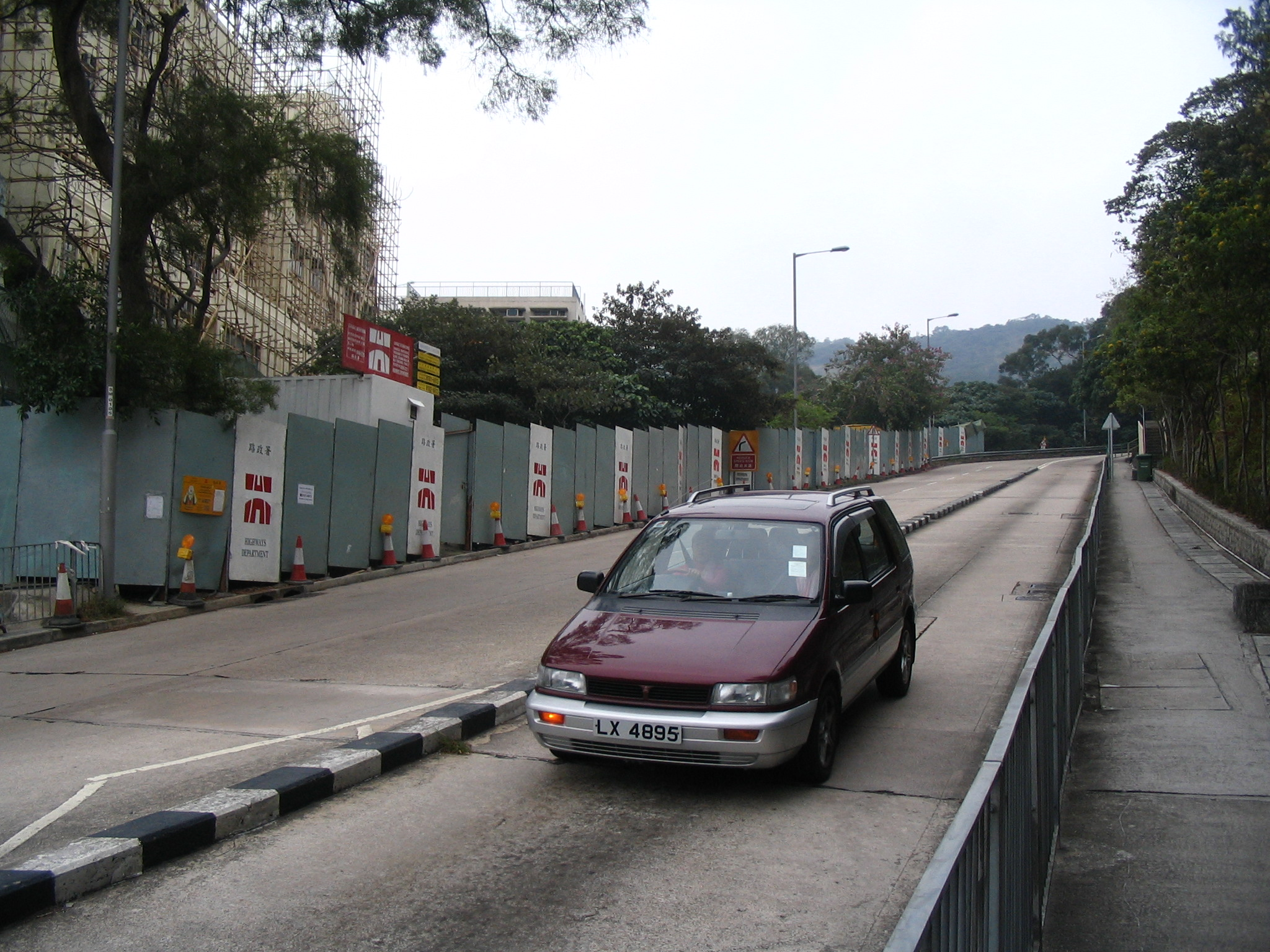
嶼南道位於梅窩的東端，亦是鳳凰徑第一段的起點